# 聖洛倫索縣 (聖大非省)

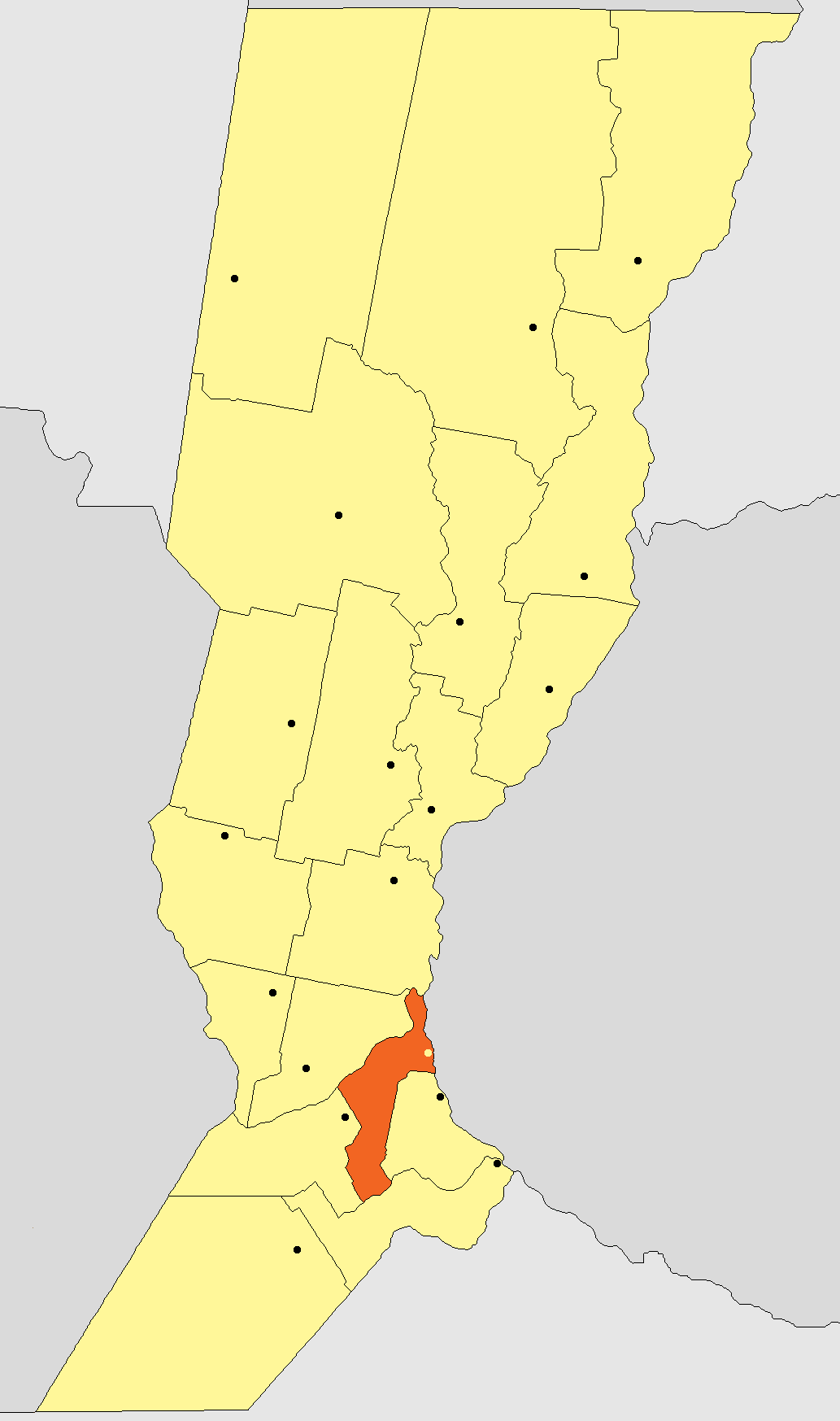

聖洛倫索縣（西班牙語：Departamento San Lorenzo），是阿根廷的縣份，位於該國東北部聖大非省，首府設於聖洛倫索，距離首都布宜諾斯艾利斯247公里，面積1,867平方公里，2010年人口157,255，人口密度每平方公里85.3人。